# 순댓국

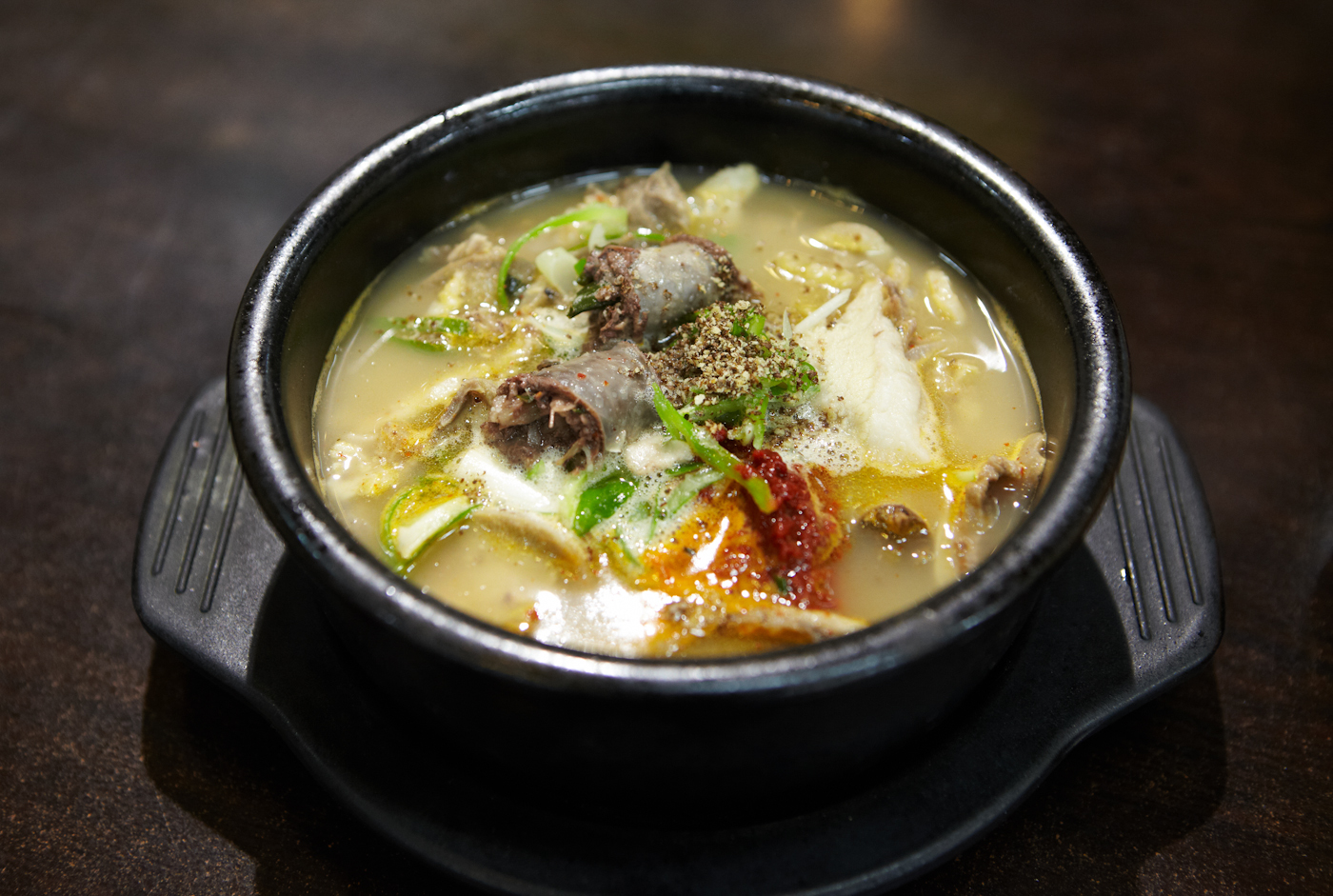
순댓국

순댓국은 순대와 돼지 부산물 등을 넣고 끓인 국의 한 종류이다.

## 역사
1924년의 《조선무쌍신식요리제법》에는 순댓국이 돼지고기 삶은 물에 내장을 넣고 기호에 따라 우거지와 함께 끓인 국으로 되어 있다. 1931년 《동아일보》 기사에도 순대국은 돼지고기 삶은 물에 무, 우거지, 콩나물, 소고기 등을 넣은 음식으로 나와 있다. 이들 순댓국에는 이름과 달리 순대가 들어가지 않았다.
1946년 손정규의 《우리음식》에는 돈장탕(豚腸湯)이라 하여 돼지고기, 선지, 찹쌀이나 녹말가루, 숙주나물, 배추김치 등을 잘 섞어 양념한 뒤 돼지 창자에 넣고 끝을 묶어 삶아서 그 삶은 물에 잘라 넣어 먹는 음식이 기록되어 있다. 이는 오늘날의 순댓국과 거의 같다.

## 순대국밥

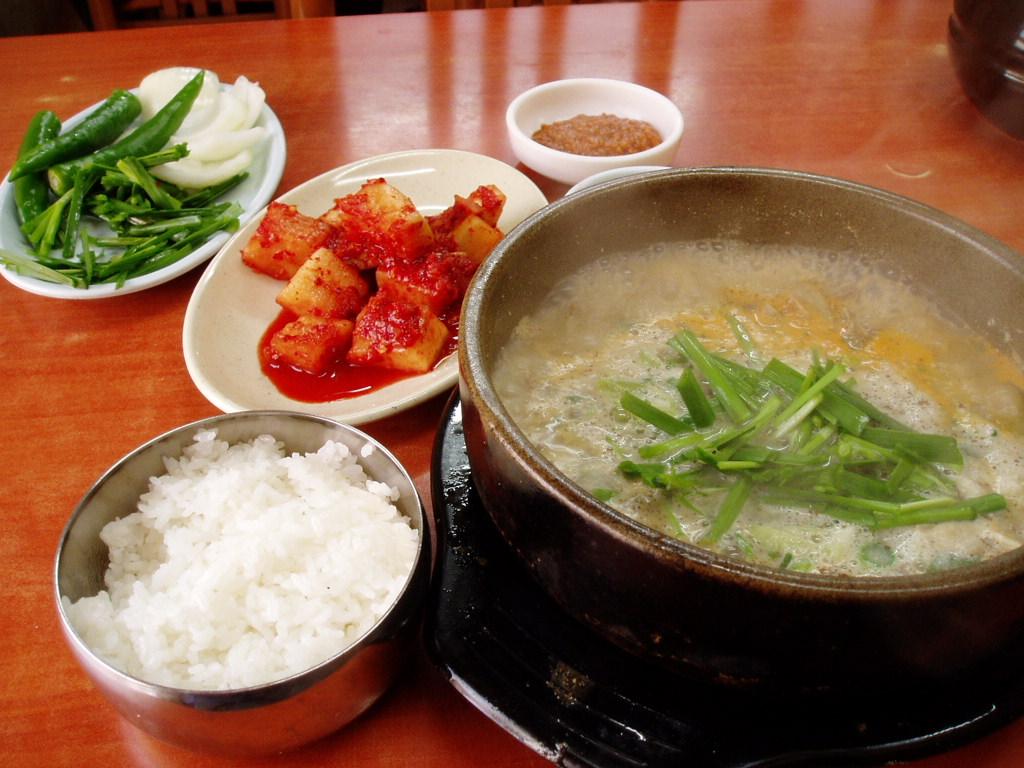
순대국밥

순대국밥은 순댓국으로 끓인 국밥이다.

## 같이 보기
- 짜오 롱